# Municipio de Moraine (Dakota del Norte)
El municipio de Moraine (en inglés, Moraine Township) es un municipio del condado de Grand Forks, Dakota del Norte, Estados Unidos. Tiene una población estimada, a mediados de 2021, de 66 habitantes.
Abarca una zona exclusivamente rural.

## Geografía
Está ubicado en las coordenadas 47°53′30″N 97°49′38″O / 47.89167, -97.82722. Según la Oficina del Censo de los Estados Unidos, tiene una superficie total de 93.05 km², de la cual 92.96 km² corresponden a tierra firme y 0.09 km² son agua.

## Demografía
Según el censo de 2020, en ese momento había 73 personas residiendo en la zona. La densidad de población era de 0.79 hab./km². El 79.45 % de los habitantes eran blancos, el 1.37 % era afroamericano, el 1.37 % era amerindio, el 8.22 % eran de otras razas y el 9.59% eran de una mezcla de razas. Del total de la población, el 12.33 % eran hispanos o latinos de cualquier raza.